# Grand Prix du Morbihan
Cet article traite uniquement de la compétition masculine. Pour les résultats de la compétition féminine, voir Grand Prix du Morbihan Féminin.
Le Grand Prix du Morbihan, connu jusqu'en 2019 sous l'appellation Grand Prix de Plumelec, est une course cycliste d'un jour française créée en 1974 et qui se déroule sur les routes du Morbihan. Caractérisée par ses différents passages de la côte de Cadoudal, l'épreuve s'achève à Plumelec, excepté en 2021 et 2022 lorsqu'elle est organisée autour de la ville de Grand-Champ.

## Historique
Initialement dénommée « Grand Prix de Plumelec », l'épreuve n'est pas organisée en 1979 et 1989 pour des raisons budgétaires. Elle est renommée à partir de 1990 « À travers le  Morbihan », jusqu'en 2005 et une nouvelle annulation pour les mêmes raisons. En 2006, la course prend le nom de « Grand Prix de Plumelec-Morbihan » en raison d'un partenariat avec le conseil général. L'édition 2020 est annulée comme d'autres courses cette fois-ci en raison de la pandémie de Covid-19. À la suite de désaccords entre les organisateurs et la municipalité de Plumelec, l'épreuve quitte cette dernière et sa fameuse côte de Cadoudal en 2021 pour la commune de Grand-Champ. Le nom de l'épreuve évolue également pour devenir Grand Prix du Morbihan.
À l’origine classée au calendrier international en catégorie 1.3 par l'UCI, la course est reclassée en catégorie 1.1 dans le circuit continental de l'UCI Europe Tour de 2005 à 2019 puis intègre en 2020 l'UCI ProSeries, nouvelle division de deuxième niveau du cyclisme international. Elle est également inscrite depuis 1992 comme épreuve comptant pour la coupe de France de cyclisme sur route.
Une épreuve féminine ayant lieu le même jour, en prélude de l'épreuve masculine, est créée en 2011, le GP Plumelec Morbihan Dames puis en 2015, une seconde épreuve féminine liée voit le jour, La Classique Morbihan, qui se déroule quant à elle la veille, le vendredi.

## Palmarès
| Année                           | Vainqueur                                           | Deuxième                                            | Troisième                                           |                                                     |
| ------------------------------- | --------------------------------------------------- | --------------------------------------------------- | --------------------------------------------------- | --------------------------------------------------- |
| Grand Prix de Plumelec          |                                                     |                                                     |                                                     |                                                     |
| 1974                            | Roger Pingeon                                       | Georges Talbourdet                                  | Patrick Béon                                        |                                                     |
| 1975                            | Georges Talbourdet                                  | Jean-Claude Meunier                                 | Guy Leleu                                           |                                                     |
| 1976                            | Robert Alban                                        | Raymond Martin                                      | Roland Smet                                         |                                                     |
| 1977                            | André Chalmel                                       | Jacques Bossis                                      | André Corbeau                                       |                                                     |
| 1978                            | Raymond Martin                                      | Pierre Bazzo                                        | Régis Delépine                                      |                                                     |
| 1979                            | Course annulée pour des raisons budgétaires         | Course annulée pour des raisons budgétaires         | Course annulée pour des raisons budgétaires         | Course annulée pour des raisons budgétaires         |
| 1980                            | Christian Muselet                                   | René Bittinger                                      | Jean-Philippe Vandenbrande                          |                                                     |
| 1981                            | Robert Alban                                        | Christian Levavasseur                               | Pierre Le Bigaut                                    |                                                     |
| 1982                            | Fabien De Vooght                                    | Gilbert Duclos-Lassalle                             | Robert Alban                                        |                                                     |
| 1983                            | Laurent Fignon                                      | Christian Corre                                     | Alain Vigneron                                      |                                                     |
| 1984                            | Pierre Bazzo                                        | Patrick Bonnet                                      | Jérôme Simon                                        |                                                     |
| 1985                            | Marc Madiot                                         | Denis Roux                                          | Yvon Madiot                                         |                                                     |
| 1986                            | Gilbert Duclos-Lassalle                             | Rudy Rogiers                                        | Thierry Barrault                                    |                                                     |
| 1987                            | Johnny Weltz                                        | Laurent Biondi                                      | Bernard Vallet                                      |                                                     |
| 1988                            | Frédéric Brun                                       | Gérard Rué                                          | Thierry Claveyrolat                                 |                                                     |
| 1989                            | Course annulée pour des raisons budgétaires         | Course annulée pour des raisons budgétaires         | Course annulée pour des raisons budgétaires         | Course annulée pour des raisons budgétaires         |
| À travers le Morbihan           |                                                     |                                                     |                                                     |                                                     |
| 1990                            | Johan Museeuw                                       | Etienne De Wilde                                    | Hendrik Redant                                      |                                                     |
| 1991                            | Bruno Cornillet                                     | Peter De Clercq                                     | Soren Lilholt                                       |                                                     |
| 1992                            | Peter De Clercq                                     | Marcel Wüst                                         | Franck Boucanville                                  |                                                     |
| 1993                            | Marcel Wüst                                         | Jans Koerts                                         | Jaan Kirsipuu                                       |                                                     |
| 1994                            | Peter De Clercq                                     | François Simon                                      | Ronan Pensec                                        |                                                     |
| 1995                            | Francis Moreau                                      | Jaan Kirsipuu                                       | Christophe Leroscouet                               |                                                     |
| 1996                            | Johan Capiot                                        | Jaan Kirsipuu                                       | Niko Eeckhout                                       |                                                     |
| 1997                            | Christophe Agnolutto                                | Jacky Durand                                        | Xavier Jan                                          |                                                     |
| 1998                            | Laurent Desbiens                                    | Cyril Saugrain                                      | Dominique Rault                                     |                                                     |
| 1999                            | Patrice Halgand                                     | Laurent Desbiens                                    | Johan De Geyter                                     |                                                     |
| 2000                            | Patrice Halgand                                     | Sergueï Yakovlev                                    | Dave Bruylandts                                     |                                                     |
| 2001                            | Gilles Maignan                                      | Stuart O'Grady                                      | Rubén Díaz de Cerio                                 |                                                     |
| 2002                            | Laurent Lefèvre                                     | Nicolas Vogondy                                     | Stéphane Heulot                                     |                                                     |
| 2003                            | Nicolas Vogondy                                     | Sylvain Chavanel                                    | Andy Flickinger                                     |                                                     |
| 2004                            | Thomas Voeckler                                     | Laurent Paumier                                     | Pierrick Fédrigo                                    |                                                     |
| 2005                            | Course annulée pour des raisons budgétaires         | Course annulée pour des raisons budgétaires         | Course annulée pour des raisons budgétaires         | Course annulée pour des raisons budgétaires         |
| Grand Prix de Plumelec-Morbihan |                                                     |                                                     |                                                     |                                                     |
| 2006                            | Cédric Hervé                                        | Anthony Charteau                                    | Samuel Dumoulin                                     |                                                     |
| 2007                            | Simon Gerrans                                       | Yann Huguet                                         | David Le Lay                                        |                                                     |
| 2008                            | Thomas Voeckler                                     | Cyril Gautier                                       | Gianni Meersman                                     |                                                     |
| 2009                            | Jérémie Galland                                     | Mickaël Larpe                                       | Blel Kadri                                          |                                                     |
| 2010                            | Wesley Sulzberger                                   | Renaud Dion                                         | Stéphane Augé                                       |                                                     |
| 2011                            | Sylvain Georges                                     | Pierrick Fédrigo                                    | Jérémie Galland                                     |                                                     |
| 2012                            | Julien Simon                                        | Samuel Dumoulin                                     | Javier Mejías                                       |                                                     |
| 2013                            | Samuel Dumoulin                                     | Anthony Geslin                                      | Julien Simon                                        |                                                     |
| 2014                            | Julien Simon                                        | Luis Ángel Maté                                     | Armindo Fonseca                                     |                                                     |
| 2015                            | Alexis Vuillermoz                                   | Julien Simon                                        | Pierrick Fédrigo                                    |                                                     |
| 2016                            | Samuel Dumoulin                                     | Alexis Vuillermoz                                   | Arthur Vichot                                       |                                                     |
| 2017                            | Alexis Vuillermoz                                   | Jonathan Hivert                                     | Samuel Dumoulin                                     |                                                     |
| 2018                            | Andrea Pasqualon                                    | Julien Simon                                        | Samuel Dumoulin                                     |                                                     |
| 2019                            | Benoît Cosnefroy                                    | Jesús Herrada                                       | Odd Christian Eiking                                |                                                     |
| 2020                            | Course annulée en raison de la pandémie de Covid-19 | Course annulée en raison de la pandémie de Covid-19 | Course annulée en raison de la pandémie de Covid-19 | Course annulée en raison de la pandémie de Covid-19 |
| Grand Prix du Morbihan          |                                                     |                                                     |                                                     |                                                     |
| 2021                            | Arne Marit                                          | Bryan Coquard                                       | Elia Viviani                                        |                                                     |
| 2022                            | Julien Simon                                        | Alexander Kristoff                                  | Jake Stewart                                        |                                                     |
| 2023                            | Arnaud De Lie                                       | Romain Grégoire                                     | Rasmus Tiller                                       |                                                     |
| 2024                            | Benoît Cosnefroy                                    | Axel Zingle                                         | Arnaud De Lie                                       |                                                     |
| 2025                            | Benoît Cosnefroy                                    | Kévin Vauquelin                                     | Clément Venturini                                   |                                                     |